# Loviselund, Drottningholmsmalmen

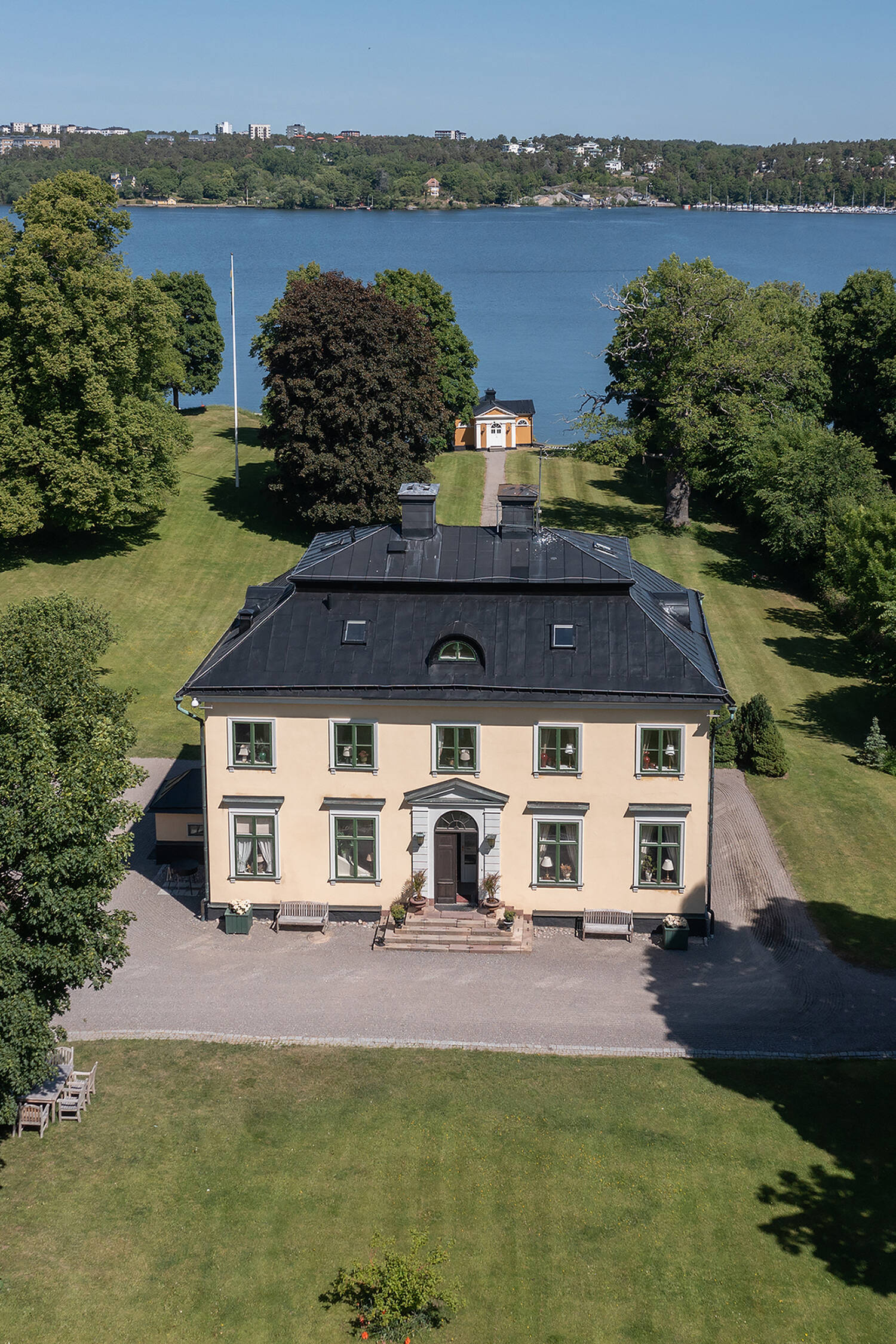
Loviselund, huvudbyggnaden, juli 2023.

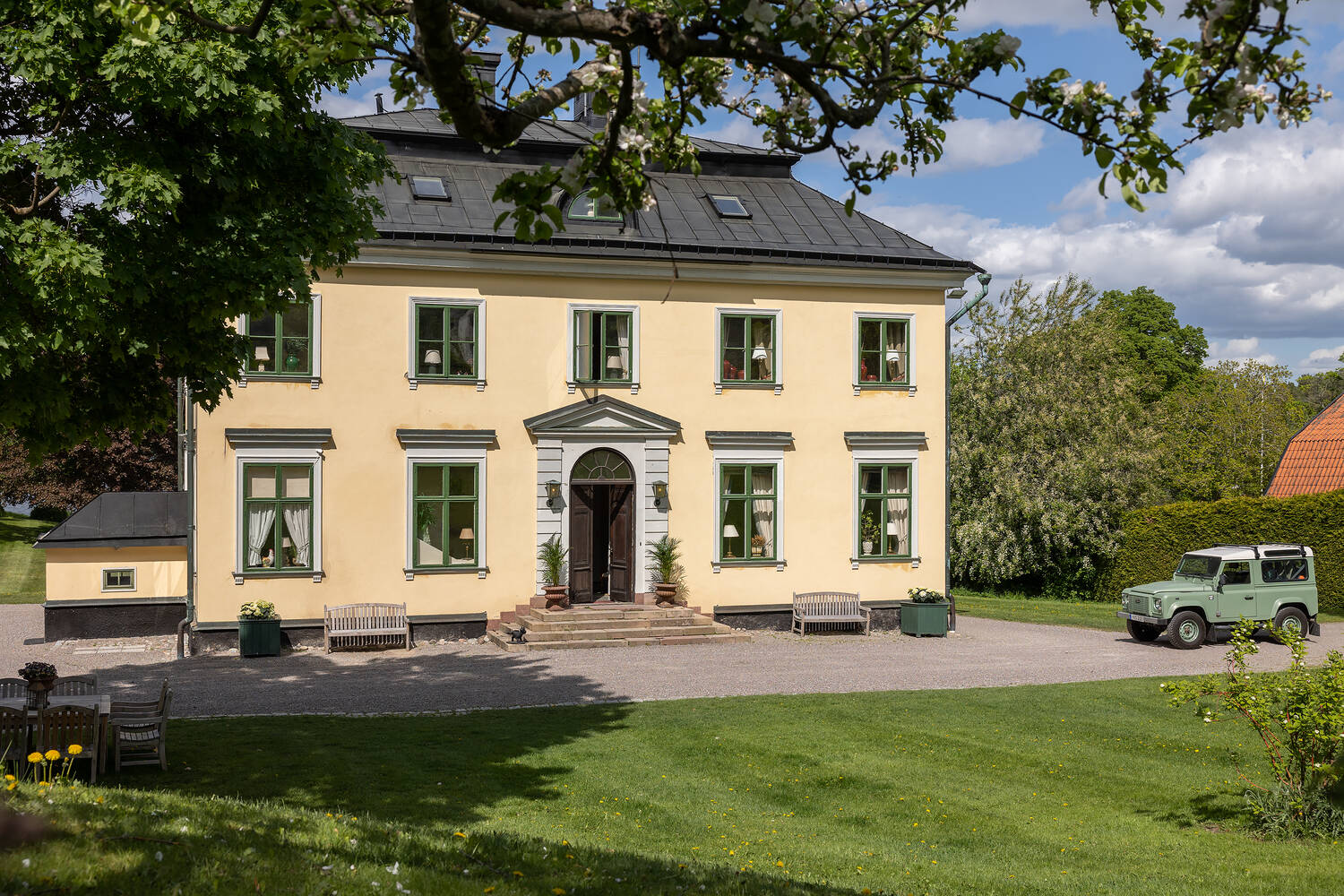

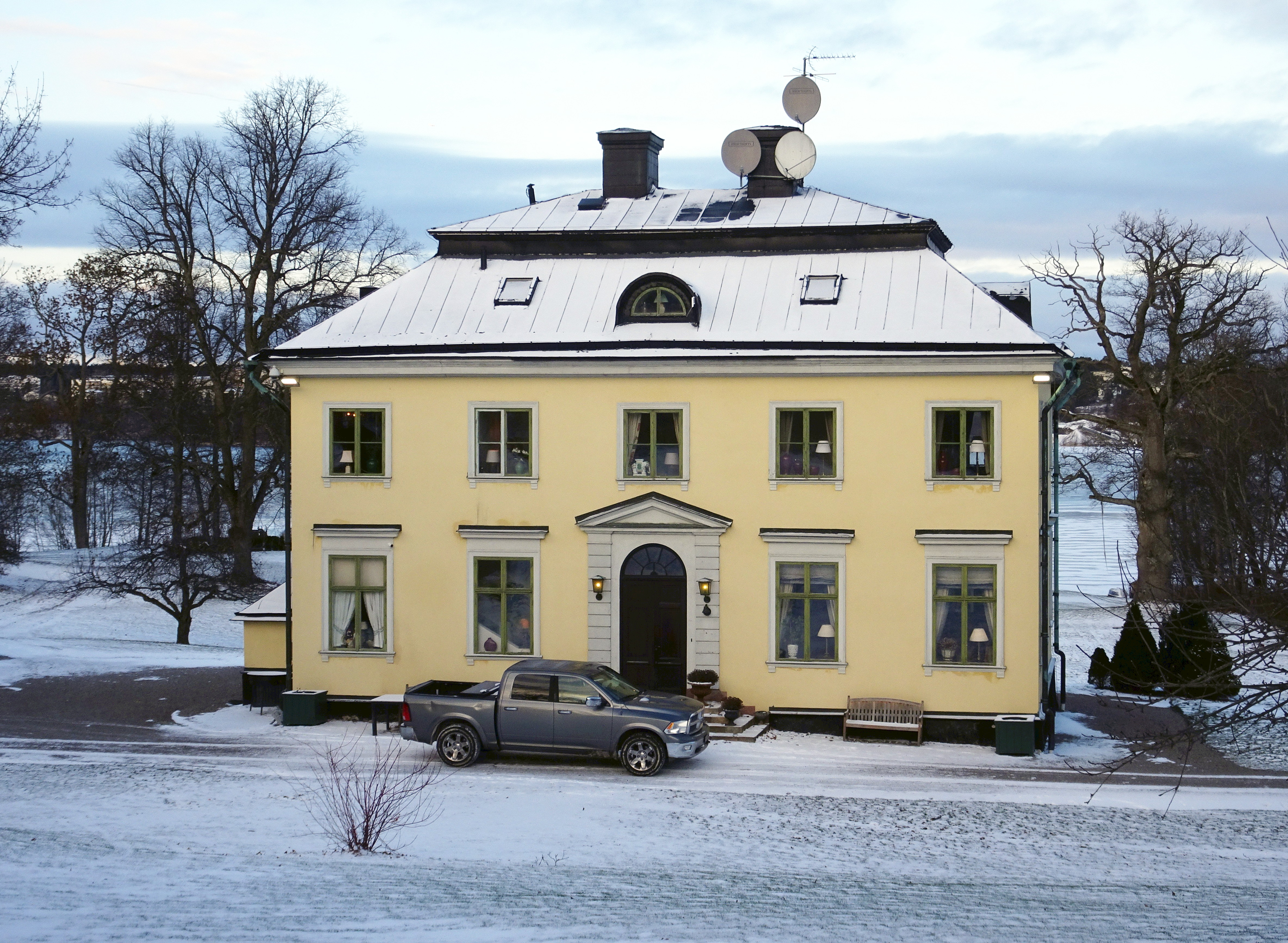
Huvudbyggnaden, december 2021.

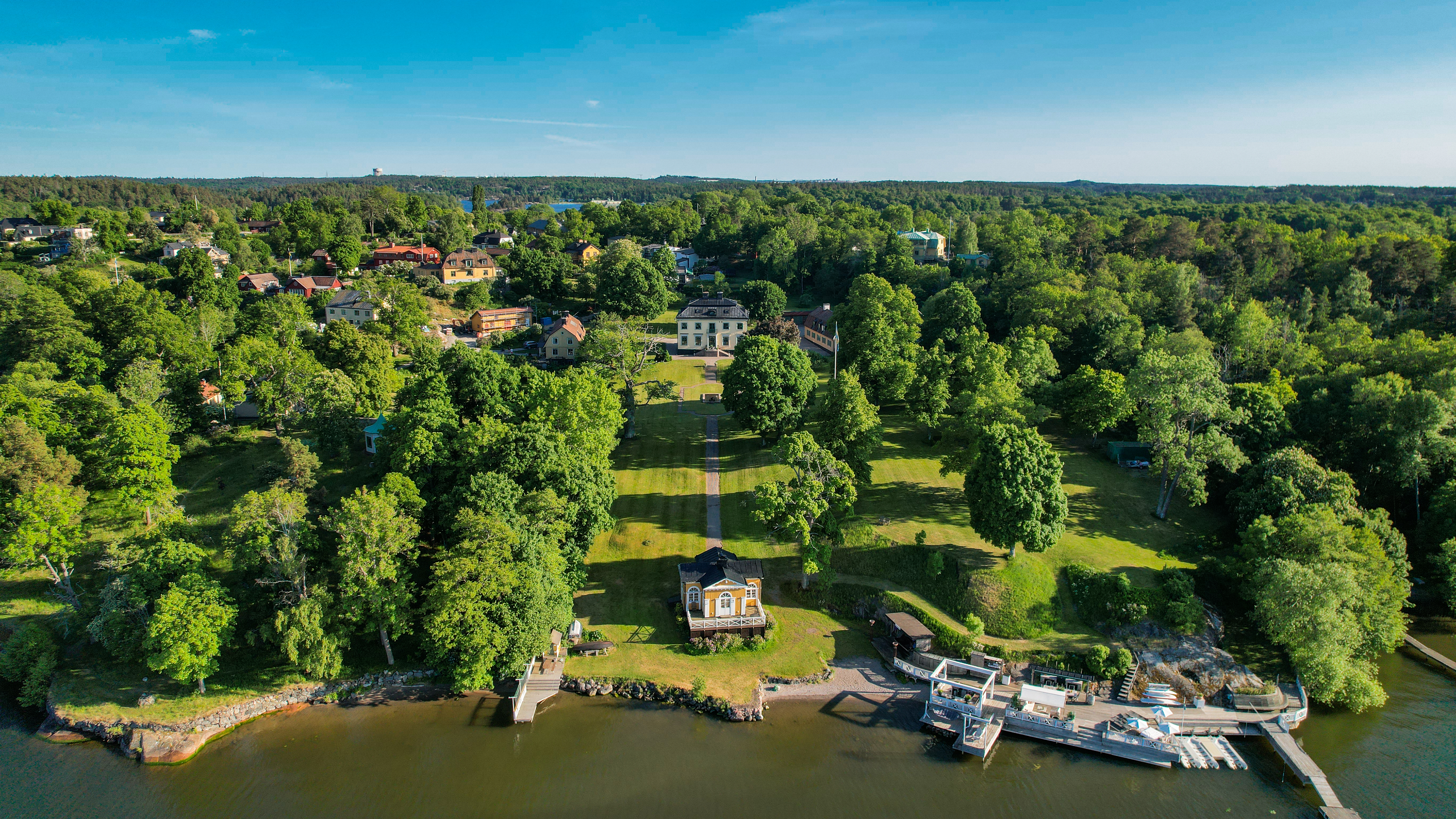
Flygbild över Loviselund.

Loviselund är en herrgårdsliknande fastighet vid Gustav III:s väg 49 på Drottningholmsmalmen på Lovön i Mälaren i Ekerö kommun utanför Stockholm.

## Historik
Loviselund ligger vid slutet av Gustav III:s väg intill Mälarens strand på norra Drottningholmsmalmen. Gustav III:s väg motsvarar till sin sträckning den äldre landsväg som förband Drottningholms slott med det gamla färjeläget på Drottningholmsmalmen, som låg vid Loviselund. Innan Gustav III lät bygga den första Drottningholmsbron var sjövägen det enda sättet att ta sig till Drottningholms slott från Stockholm och färjorna gick från Tyska botten till färjeläget vid Loviselund fram till slutet av 1700-talet.
1682 uppfördes ett gästgiveri. Gästgiveriet förlorade sin betydelse när färjetrafiken upphörde mot slutet av 1700-talet. Gästgiveribyggnaden, också kallad värdshuset, är nu ett bostadshus, och flygel till huvudbyggnaden på Loviselund. Köket i det före detta gästgiveriet har fortfarande kvar en gammal gjutjärnsspis och en vedeldad ugn. På det övre planet finns fem sovrum och ett badrum. Genomgående i huset är gamla trägolv bevarade och ett antal gamla kakelugnar samt öppna spisar finns också bevarade.
Huvudbyggnaden är från 1780 och är ett av flera herrgårdsliknande hus som uppfördes i området mot slutet av 1700-talet. Huset ritades av arkitekten och slottsbyggmästaren Carl Fredrik Adelcrantz och uppfördes som en tvåvåningsbyggnad med vindsplan (i senare tid använd som en tredje våning) och källare. Fasaden är idag gulputsad. Vid Stockholms skönhetsråds inventering 1924–1940 var fasaden vitputsad. Taket är ett säteritak. På 1930-talet beboddes huset av amiral Arvid Lindman.
Väster om huvudbyggnaden fanns ursprungligen en stor köks- och fruktträdgård och i norr anlades en engelsk park med bland annat en sjöpaviljong. Paviljongen har två rum med en kakelugn och kök och en altan som vetter mot Mälaren. Ett litet brännvinsbryggeri från 1800-talets början finns också på fastigheten.
Ett tredje bostadshus, kallat Stallet, uppfördes runt år 2000 och ritades av slottsarkitekten Ove Hidemark.

## Bilder

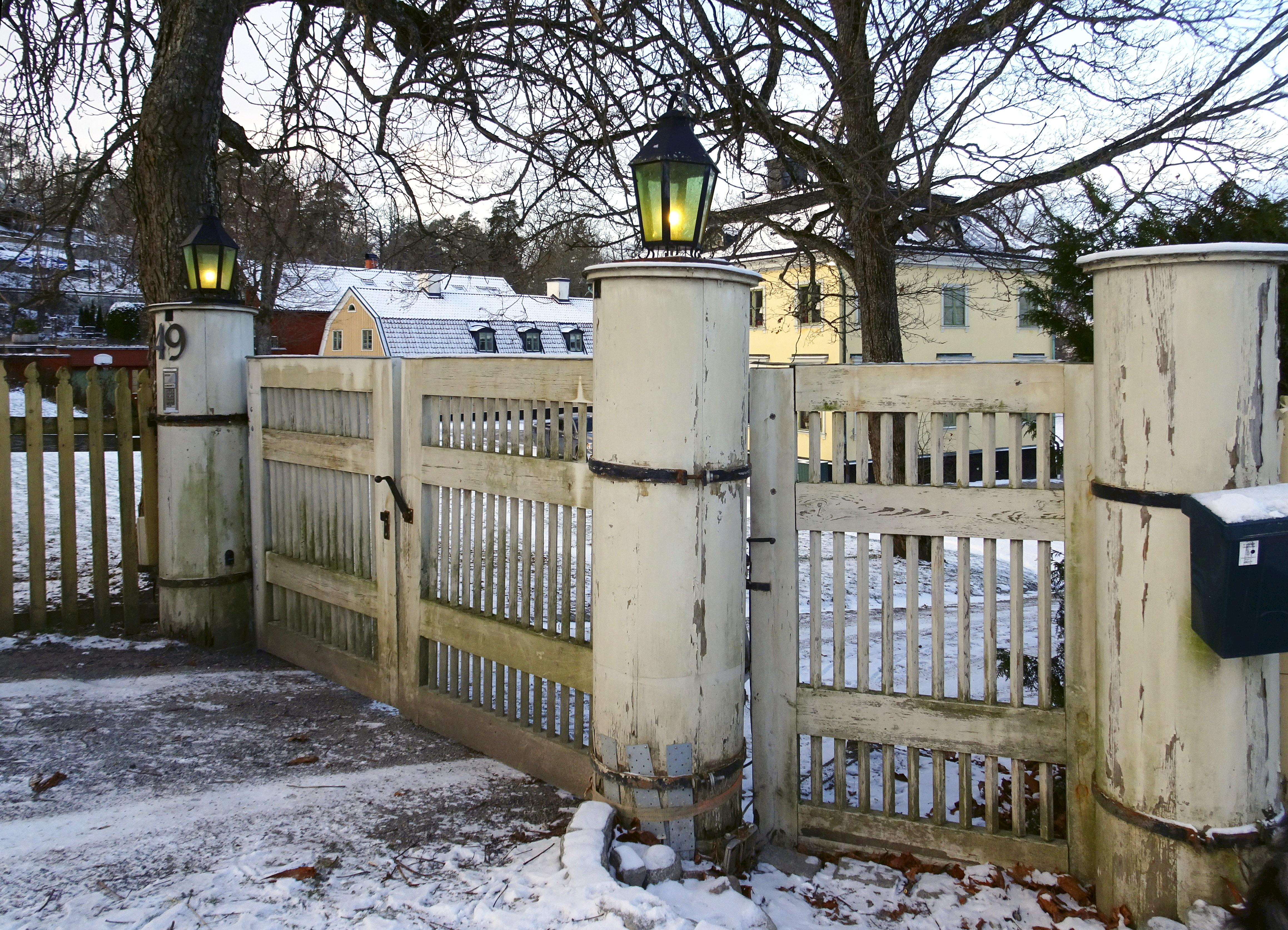
Grinden.
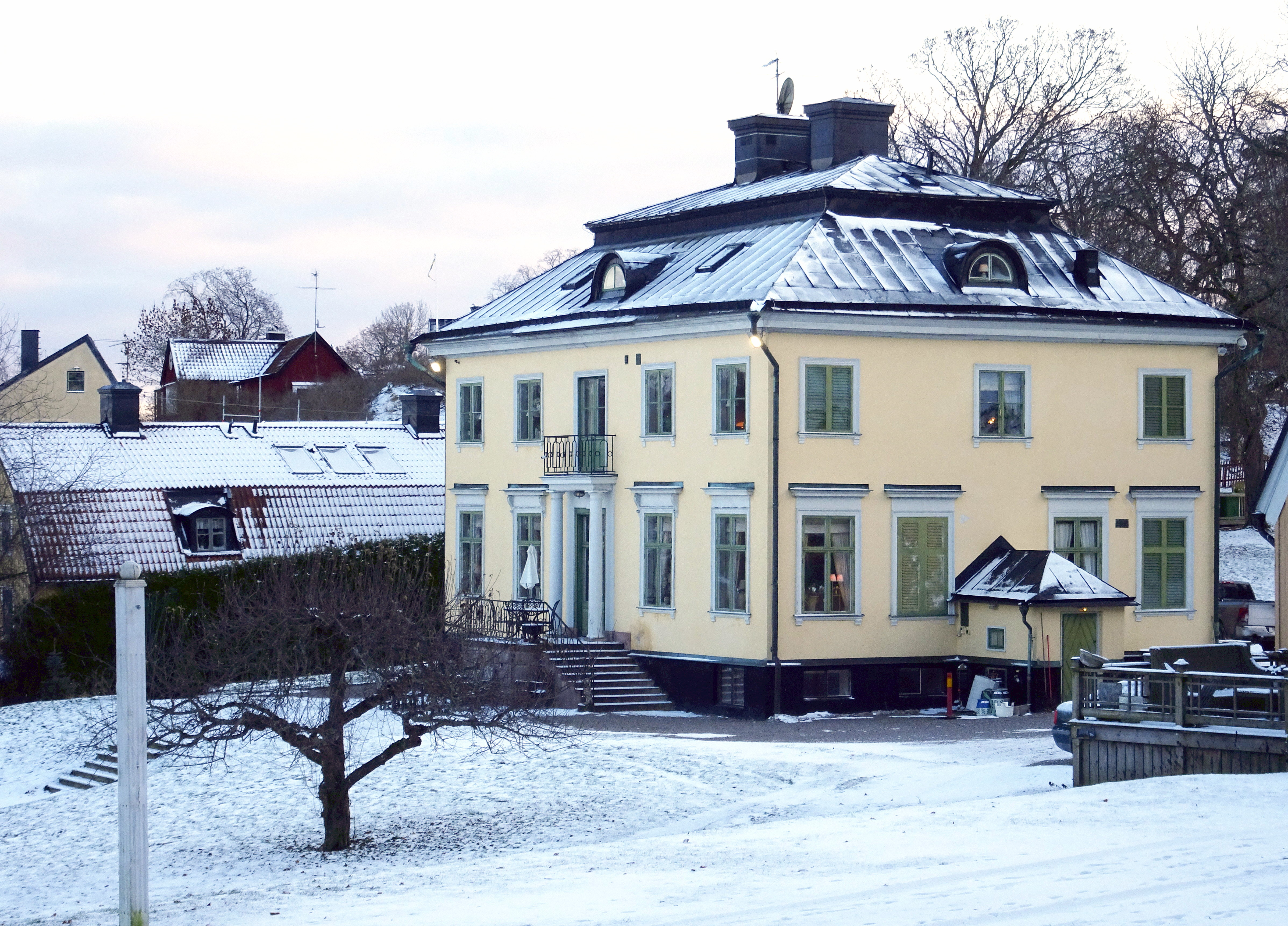
Huvudbyggnaden.
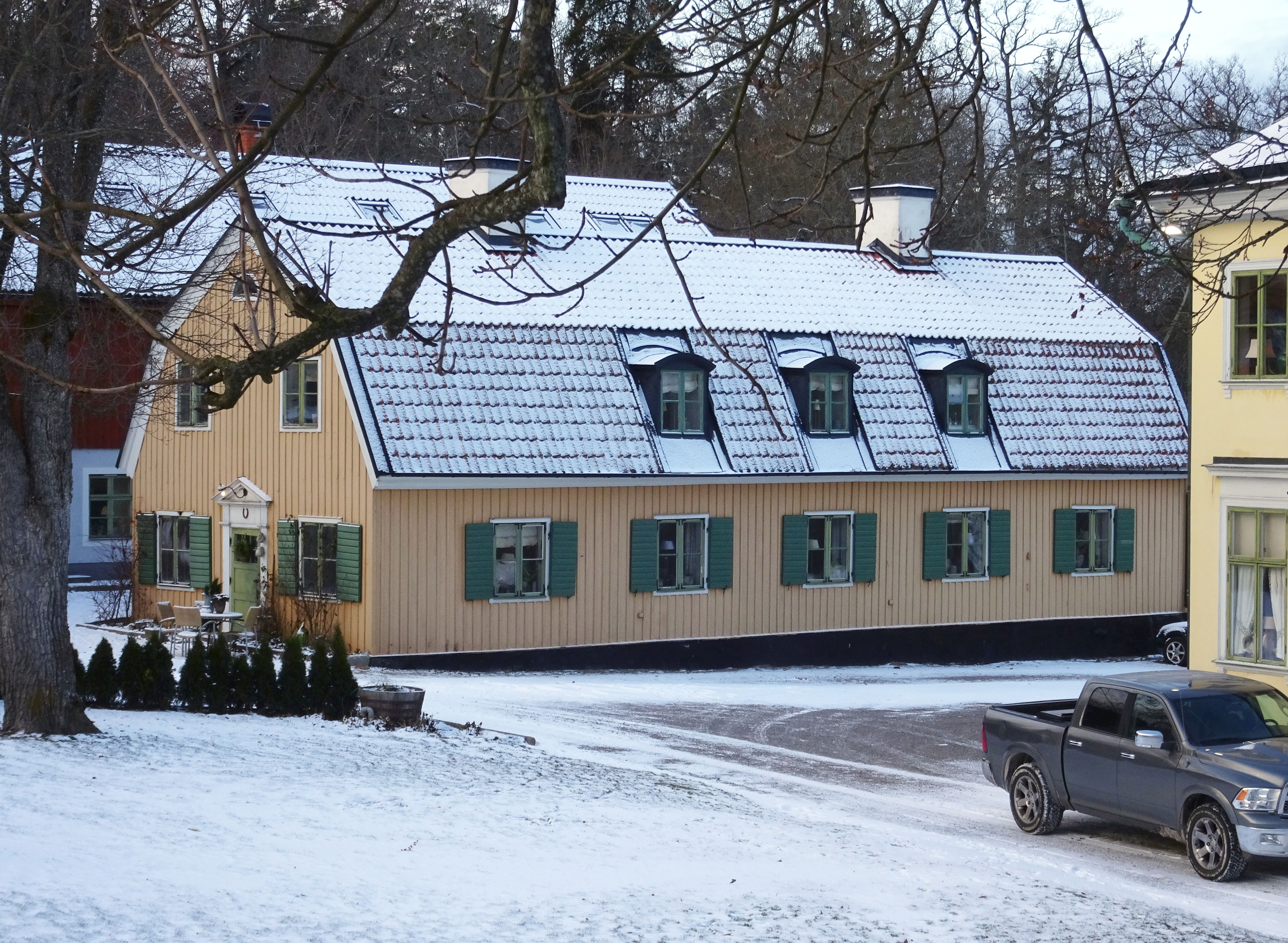
Västra flygeln.
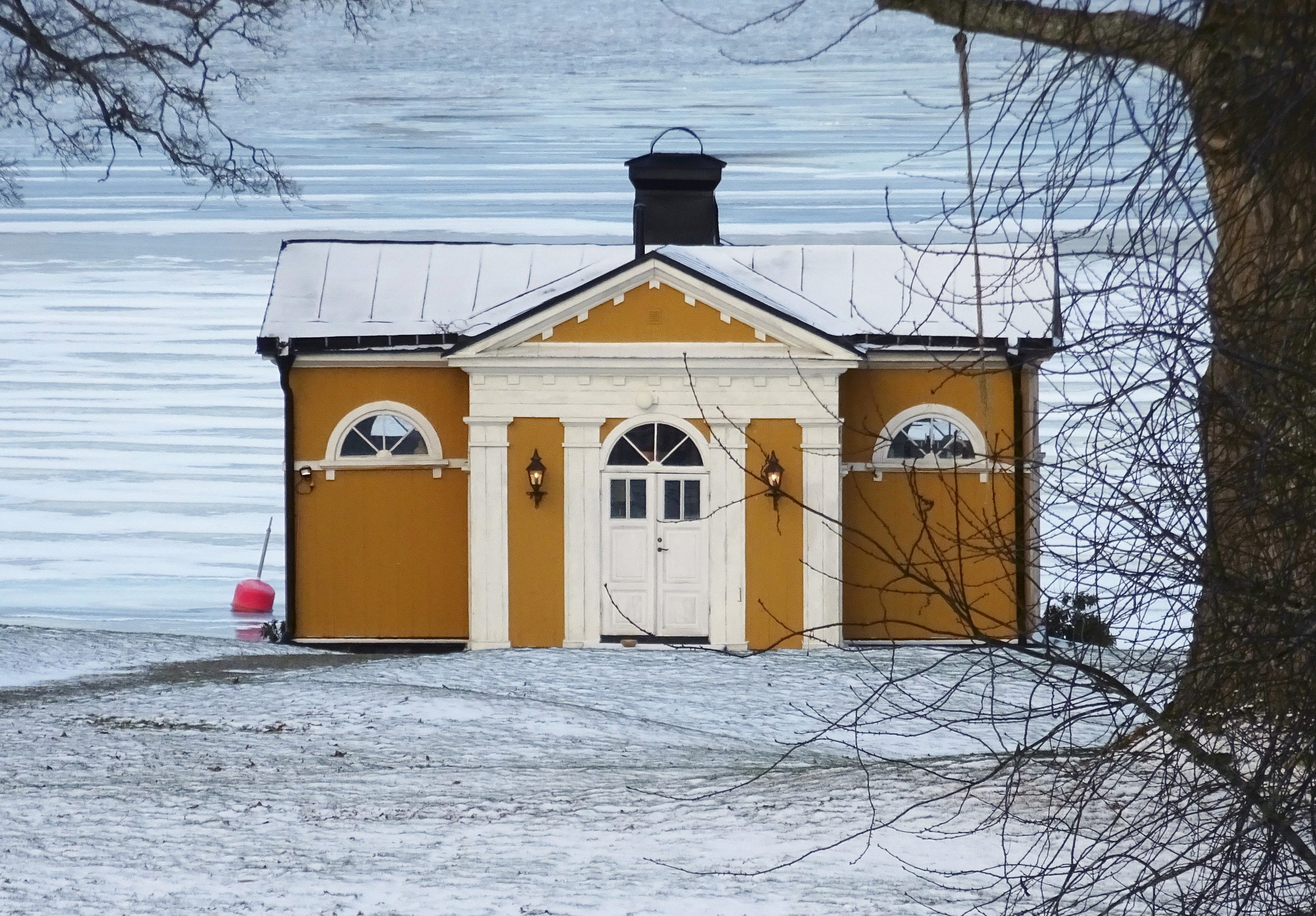
Sjöpaviljongen.